# Grafitová kamna

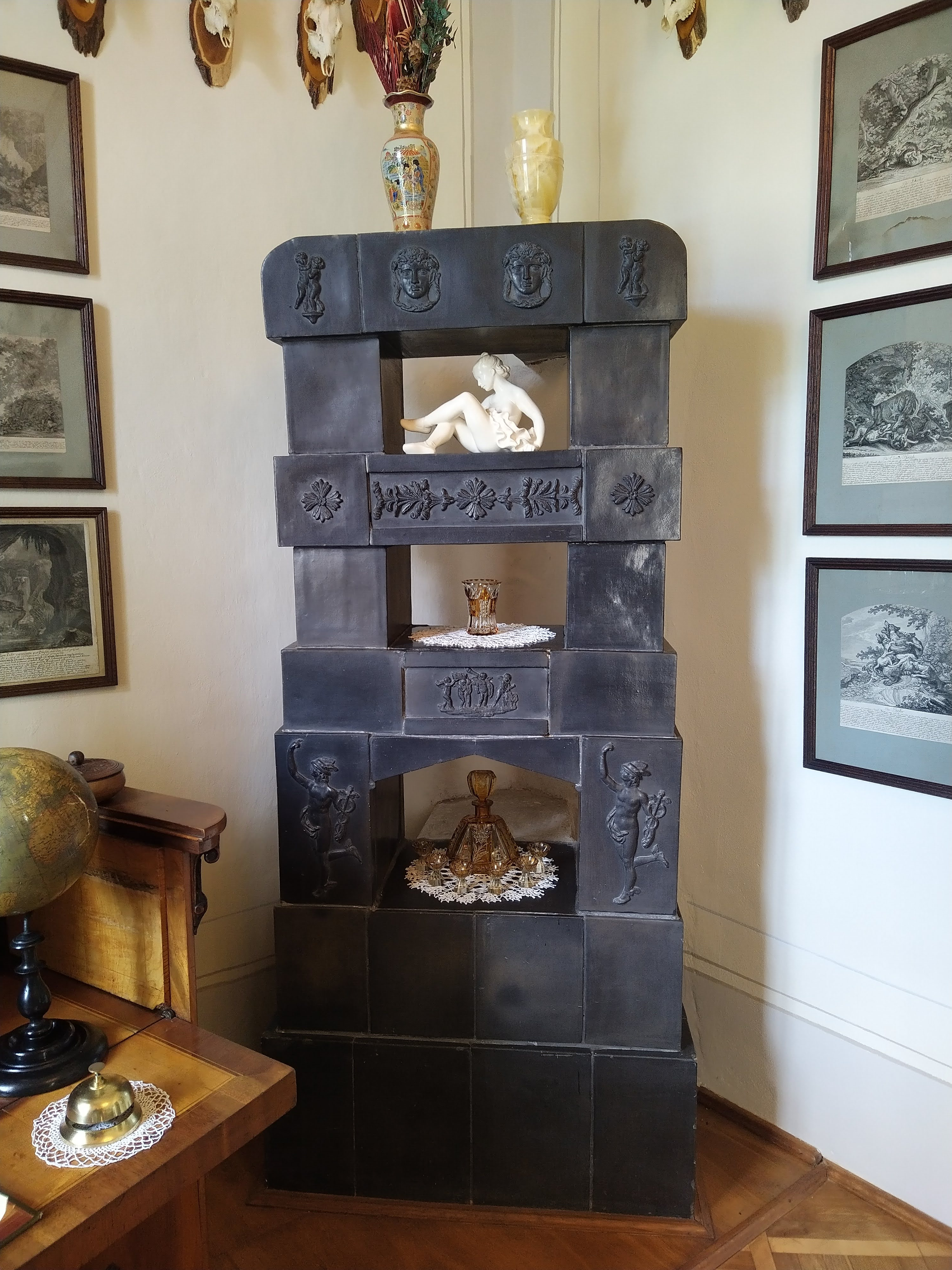
Grafitové „tahovky“ na hradě Svojanově

Grafitová kamna byla topidla vyrobená ze směsi keramické hlíny s příměsí grafitu (tuhy). Kamna se vyráběla jako polomatná nebo lesklá, kdy byl grafit nanášen i na povrch keramického střepu obdobě jako glazura nebo smalt. Významná manufaktura vznikla v první polovině 19. století v areálu hradu Svojanov na českomoravském pomezí. Tato továrna byla provozována nejméně do požáru hradu v roce 1842.
Těžba grafitu probíhala v okolí obce Hutě (Svojanov).
Celá funkční grafitová kamna se dochovala na hradě Svojanov (lesklé grafitové "tahovky"), na hradě Pernštejně a na zámku v Litomyšli (obojí válcová). Ještě na začátku 20. století byla grafitová kamna k vidění i v rodném bytě Bedřicha Smetany v areálu zámeckého pivovaru v Litomyšli. Tato kamna se však ztratila.
V interiéru hradu Svojanov je pak k vidění několik grafitových kachlů, robustních válcových komponent kamen a užitkové grafitové keramiky.
Grafitová, respektive tuhová keramika se na našem území v běžné hrnčířské produkci vyskytuje již od mladší doby železné - v době laténské (též označovaná jako Laténská grafitová nebo tuhová keramika) kdy se grafit přidával přímo do hlíny a tuhovaná keramika (grafitem se tuhovala keramika na povrchu).

## Galerie

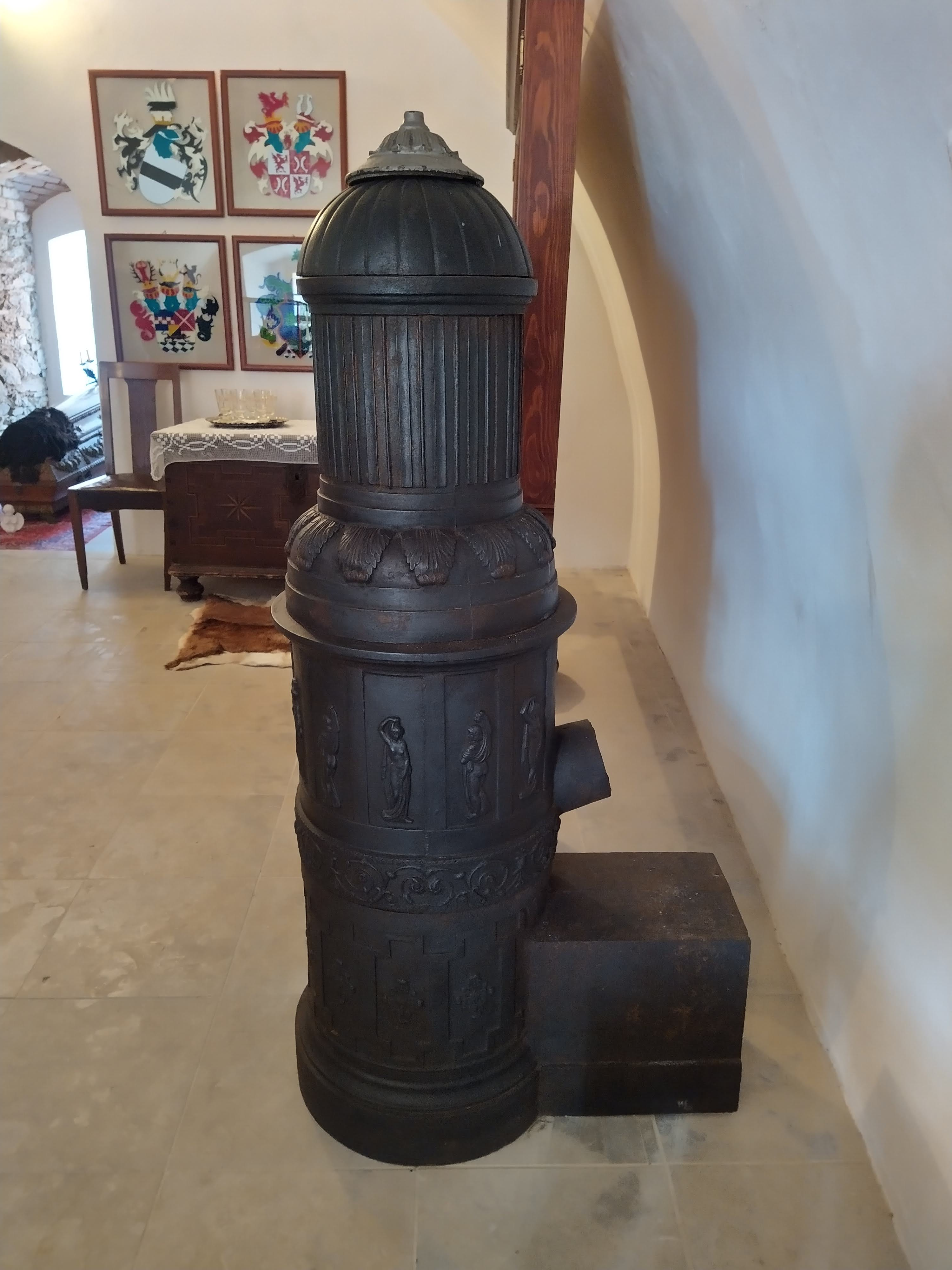
Torzo válcových grafitových kamen ve sbírkách na Svojanově
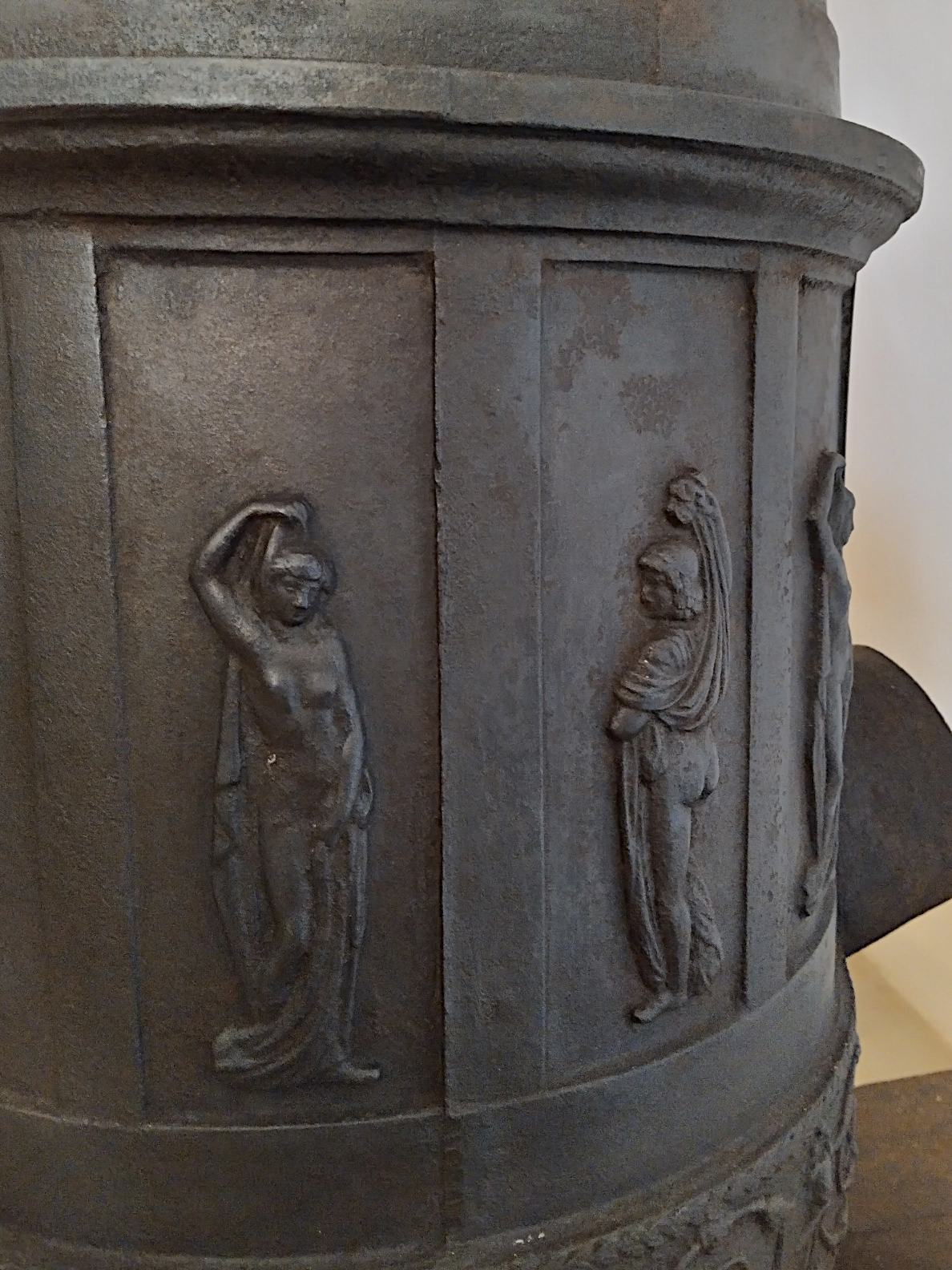
Detail kachlové stěny s figurálními prvky
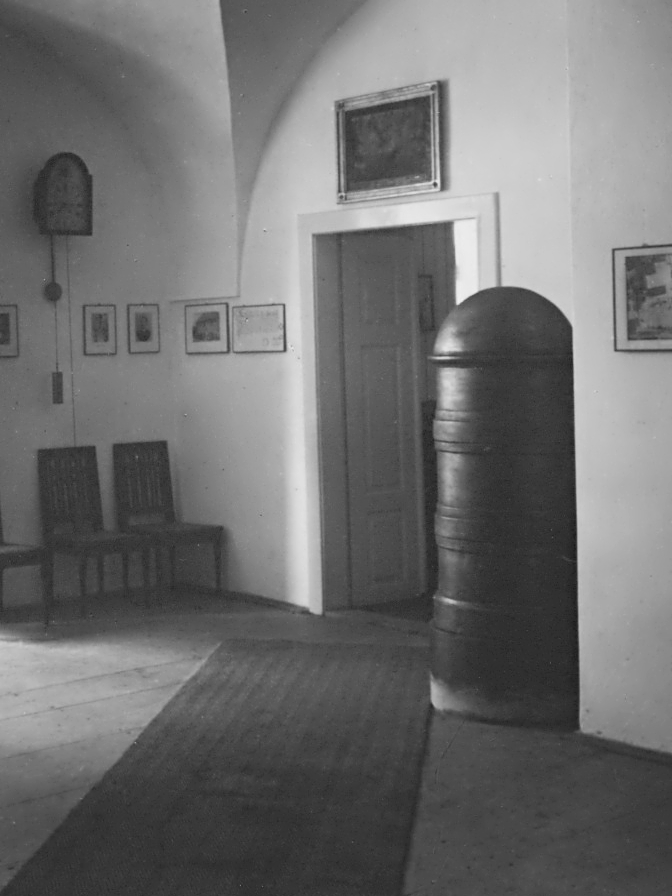
Rodný byt B. Smetany s válcovými grafitovými kamny pravděpodobně v roce 1912